# 1902-es magyar labdarúgó-bajnokság (másodosztály)
Az 1902-es magyar labdarúgó-bajnokság másodosztálya 2. alkalommal került kiírásra. A pontvadászatot a Budapesti Postás SE nyerte, így feljutott az élvonalba. Később az első osztály bővítésének köszönhetően a Magyar Testgyakorlók Köre és a Törekvés SC is élvonalbeli szereplést nyert.
A bajnokság 8 budapesti csapat részvételével zajlott. A Műegyetemi FC az első osztályban történt visszalépése miatt esett ki, a Budapesti Postás SE, a Törekvés SC és a III. Kerületi TVE újoncként indult. 
Az Újpesti TE a 11., a Műegyetemi FC a 7., a Rákosszentmihályi SC pedig a 2. forduló után lépett vissza.

## A végeredmény
| #  | Csapat                    | J  | Gy | D | V  | Rg | Kg | Gk  | P  |
| -- | ------------------------- | -- | -- | - | -- | -- | -- | --- | -- |
| 1. | Postás SE                 | 13 | 12 | 0 | 1  | 37 | 11 | +26 | 24 |
| 2. | Magyar Testgyakorlók Köre | 13 | 9  | 2 | 2  | 27 | 14 | +13 | 20 |
| 3. | Törekvés SC               | 13 | 9  | 2 | 2  | 20 | 9  | +11 | 20 |
| 4. | Budapesti AK              | 13 | 6  | 1 | 6  | 16 | 24 | -8  | 13 |
| 5. | III. Kerületi TVE         | 13 | 5  | 1 | 7  | 17 | 28 | -11 | 11 |
| 6. | Műegyetemi FC             | 13 | 2  | 0 | 11 | 12 | 26 | -14 | 4  |
| 7. | Újpesti TE                | 13 | 2  | 0 | 11 | 5  | 22 | -17 | 4  |
| 8. | Rákosszentmihályi SE      | 13 | 0  | 0 | 13 | 0  | 0  | 0   | 0  |

Megjegyzés: A győzelemért 2, a döntetlenért 1 pont járt.

### Osztályozók
Az 1902-es szezonban is osztályozókon kellett eldönteni azt, hogy mely csapat maradhat, illetve juthat fel az I. osztályba. A szabályok értelmében az I. osztály utolsó két helyezett csapatának kellett összemérnie az erejét a másodosztály első két helyen végzett csapatával. Mivel az utolsó helyezett MÚE visszalépett, ezért a BSC mellett a bronzérmes 33 FC-t kötelezték az osztályozó mérkőzések lejátszására. 
| 1. csapat | Eredmény | 2. csapat |
| --------- | -------- | --------- |
| 33 FC     | 2–2      | MTK       |
| Postás SE | 2–0      | BSC       |

Döntetlen esetén a szabályok értelmében az első osztályú csapat nyert. A 33 FC az élvonalban maradt, míg a BSC volt ez első tényleges kiesője a magyar I. osztálynak.
Az osztályozót megnyerő Budapesti Postás SE helyzetet bonyolította az, hogy az időközben elért nemzetközi sikereire hivatkozó MAC kérte az első osztályba történő besorolását, ezért a szövetség újabb osztályozó mérkőzéseket írt ki a II. osztály első két helyezett csapata számára.
| 1. csapat | Eredmény | 2. csapat |
| --------- | -------- | --------- |
| MTK       | 5–1      | MAC       |
| Postás SE | 2–0      | MAC       |

A két vereség ellenére úgy döntött a szövetség, hogy a MAC az első osztályban kezdheti meg a következő bajnoki idényt, majd – hogy a „protekciós” feljutás miatt jogosan zúgolódókat elcsitítsa – megemelte az élvonal létszámát. Így a Budapesti Postás SE és az MTK mellett feljutott a Törekvés SE is, illetve küzdelem nélkül indulási jogot szerzett a visszalépő MÚE és az 1901-es szezonban visszalépés miatt kiesett MFC is. (Az MFC végül mégsem indult)

## Lásd még
- 1902-es magyar labdarúgó-bajnokság (első osztály)

## Külső hivatkozások
- A magyar labdarúgó-bajnokságok végeredményei 1901-től 1910-ig RSSSF (angolul)